# Porzellanfabrik Dubí

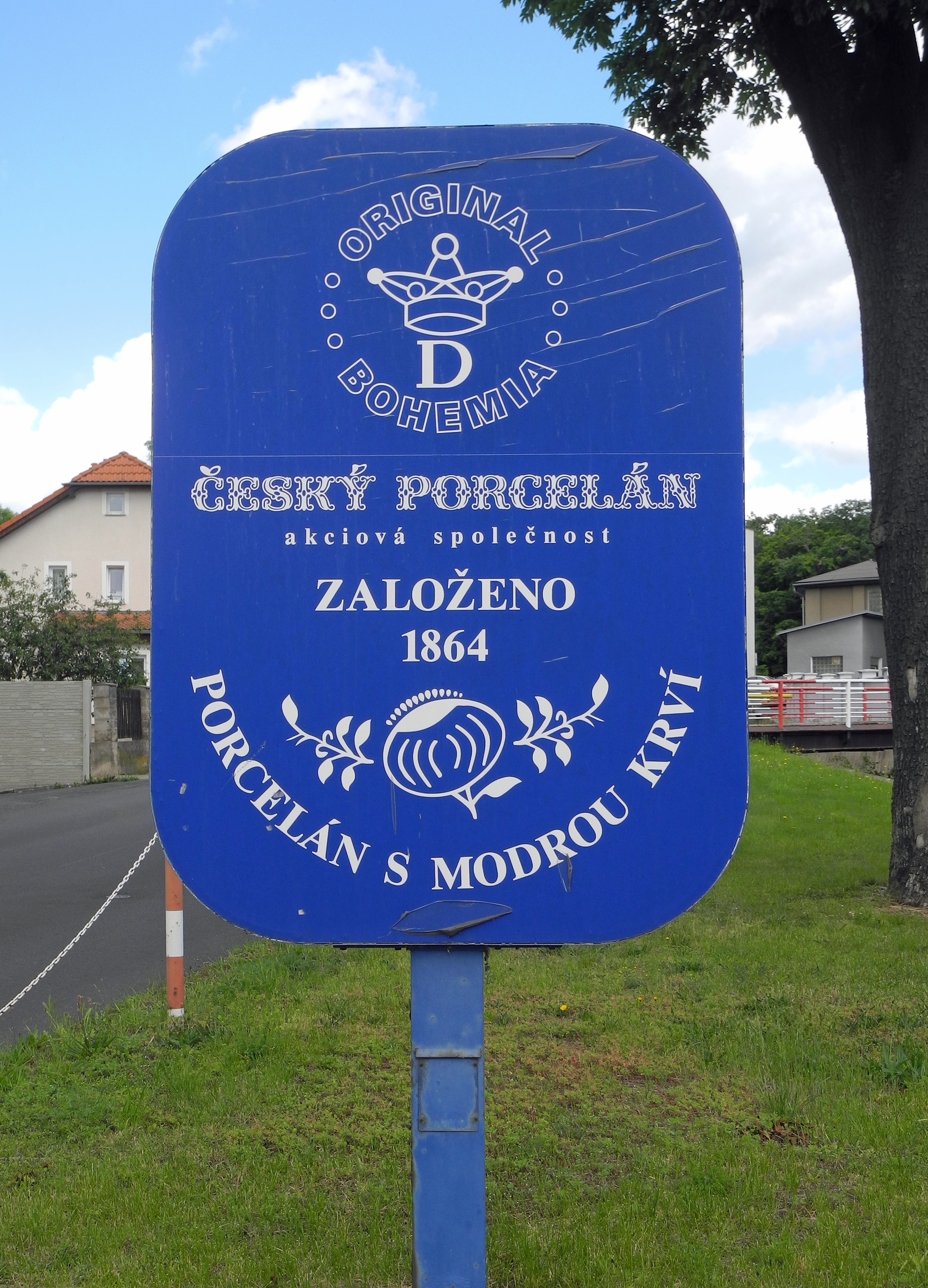
Firmenschild der Porzellanfabrik Dubí

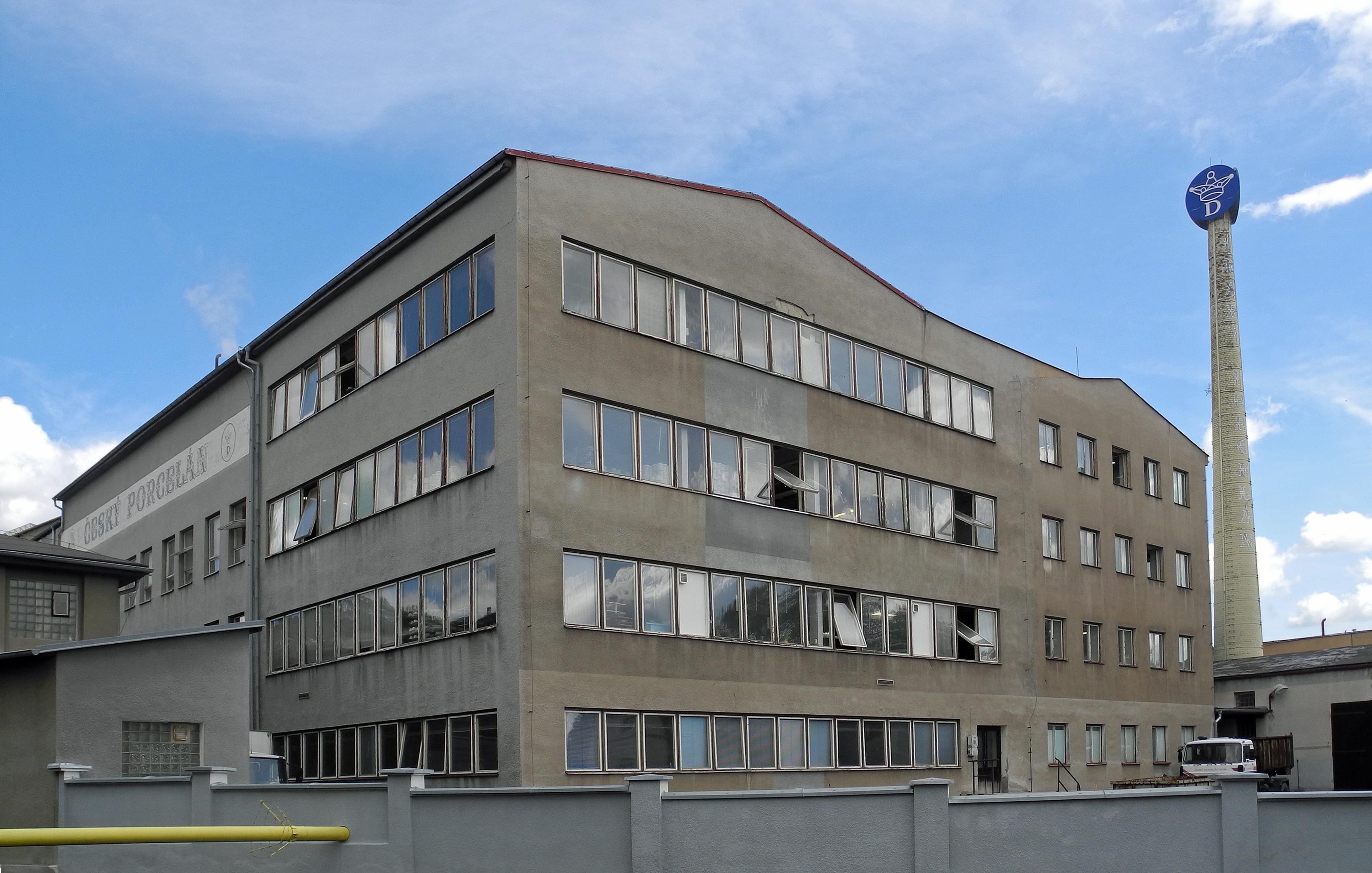
Porzellanfabrik in Dubí, früher Eichwald

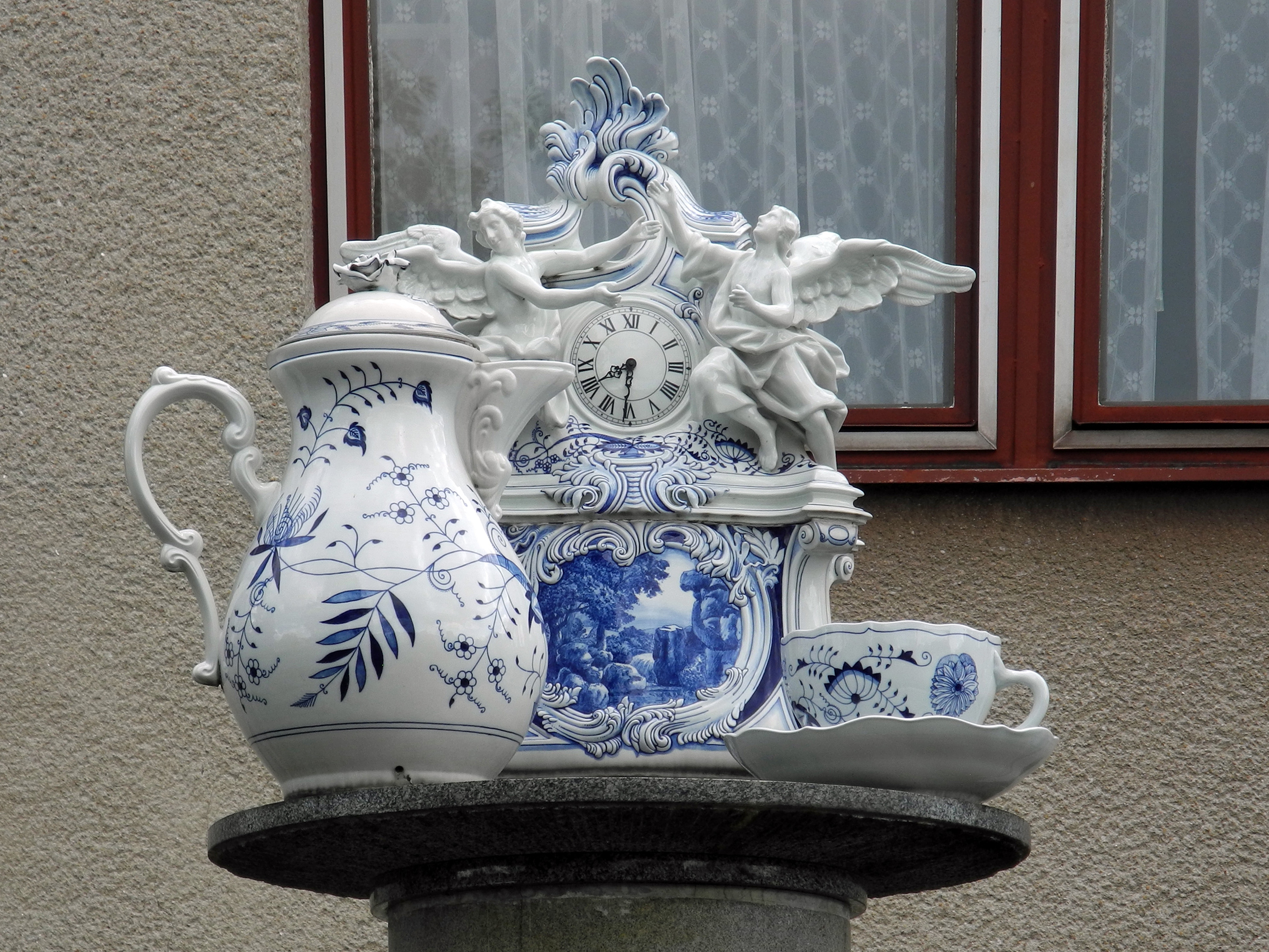
Porzellan-Service mit dem Zwiebelmuster-Dekor

Die Porzellanfabrik Český porcelán, a. s., Dubí ist eine Porzellanmanufaktur in Dubí (deutsch Eichwald), die auf die Herstellung von Porzellan mit dem unterglasurblauen Zwiebelmuster-Dekor spezialisiert ist, das ursprünglich in der königlichen Meißner Porzellanmanufaktur entwickelt und danach von der bürgerlichen Manufaktur Teichert in Meißen übernommen wurde. Zum Unternehmen gehört außerdem die Porzellanmanufaktur Royal Dux in Duchcov, die vor allem Figural- und Zierporzellan herstellt.

## Geschichte
Die Firma wurde im Jahr 1864 vom Unternehmer Anton Tschinkel gegründet, der in der Unteren Waldmühle in der heutigen Tovární-Straße zunächst eine Manufaktur zur Herstellung von Majolika errichtete und nach zehn Jahren auch mit der Porzellanproduktion begann. Durch die Auswirkungen der Gründerzeit-Krise der 1880er Jahre ging das Unternehmen aber 1885 in Konkurs. Die Porzellanfabrik wurde an die deutsche Firma Meißner Ofen- und Porzellanfabrik (vorm. C. Teichert) in Meißen verkauft. Diese führte die Herstellung des Zwiebelmuster-Porzellans ein und firmierte unter der Bezeichnung „Filiale Eichwald der Meißener Ofen- und Porzellanfabrik“ – Spezialität: Meißner Zwiebelmuster in allen Variationen.
Wegen der Schwierigkeiten, die durch die Zollgrenze zwischen den beiden Standorten (Eichwald in Österreich-Ungarn und Meißen im Deutschen Reich) entstanden, kam es 1896 zum Verkauf der renommierten Firma an den Unternehmer Bernhard Bloch (1836–1909), der sie unter dem Namen „B. Bloch & Co. Porzellan-, Majolika-, Ofen- und Terracottafabriken, Böhmen, Eichwald/Dubí“ weiterführte und das Eichwalder Porzellan weltweit verkaufte. Ab 1938 stand sie zunächst unter Reichsverwaltung, wurde 1942 verkauft und existierte unter dem Namen Porzellanfabrik Dr. Wider, Eichwald weiter.
Nach der Enteignung 1945 unter der Verwaltung des tschechischen Staates (unter der Leitung von Josef Šimek) stehend, erfolgte im Jahre 1948 die Verstaatlichung. Als Staatsunternehmen gehörte es bis 1991 zu verschiedenen Firmen-Gruppierungen (z. B. Vereinigte Keramische Betriebe Teplice, Staatsunternehmen Duchcov-Porzellan bzw. ab 1958 zum Konzern Karlsbader Porzellan). Die langjährige Leitung des Unternehmens hatte der Generaldirektor Vladimír Feix (1932–2021).
Im Jahr 1991 erfolgte die Privatisierung der Porzellanfabrik unter dem Namen Český porcelán akciová společnost Dubí (deutsch Tschechisches Porzellan, Aktiengesellschaft Dubí). Hier wird bis heute Porzellan mit dem Zwiebelmuster-Dekor unter dem Markennamen „Original - Bohemia - Zwiebelmuster“ hergestellt. Im Jahr 2009 erfolgte die Fusion mit der Porzellanmanufaktur Royal Dux in Duchcov, die bereits 1853 gegründet wurde und seither als wichtiger Hersteller von Figural- und Zierporzellan gilt.

## Zwiebelmuster-Dekor
Das Zwiebelmuster wurde ab 1730 nach fernöstlichen Vorbildern entwickelt.
Als Erfinder gilt der Meißner Porzellanmaler Johann David Kretzschmar (* 1697 in Wurzen; † 1765 in Meißen), der durch die Malermarke K für Johann David Kretzschmar überliefert ist. Eines der ältesten Vorbilder war das Blauweiß-Porzellan der frühen Ming-Zeit um 1420 mit einem stilisierten Granatapfel, der von den Europäern als Zwiebel gedeutet wurde. Es war eines der ersten Dekors der Meißner Porzellanmanufaktur. Um 1740 wurde es von verschiedenen Fayencefabriken übernommen, jedoch erst um 1768 auch von anderen Porzellanmanufakturen.
Die vier weltweit bekanntesten Manufakturen, die das Zwiebelmuster-Dekor (ehemals Bürgerlich Meißen) herstellen, sind:
1. Marke „Blue Danube“ Japan Porzellan
2. Zwiebelmuster aus der Porzellanmanufaktur Meißen
3. Zwiebelmuster der Firma Hutschenreuther Selb
4. Zwiebelmuster (auch als „Porzellan mit dem blauen Blut“ bezeichnet) von Český porcelán Dubí

## Präsentation der Produktpalette

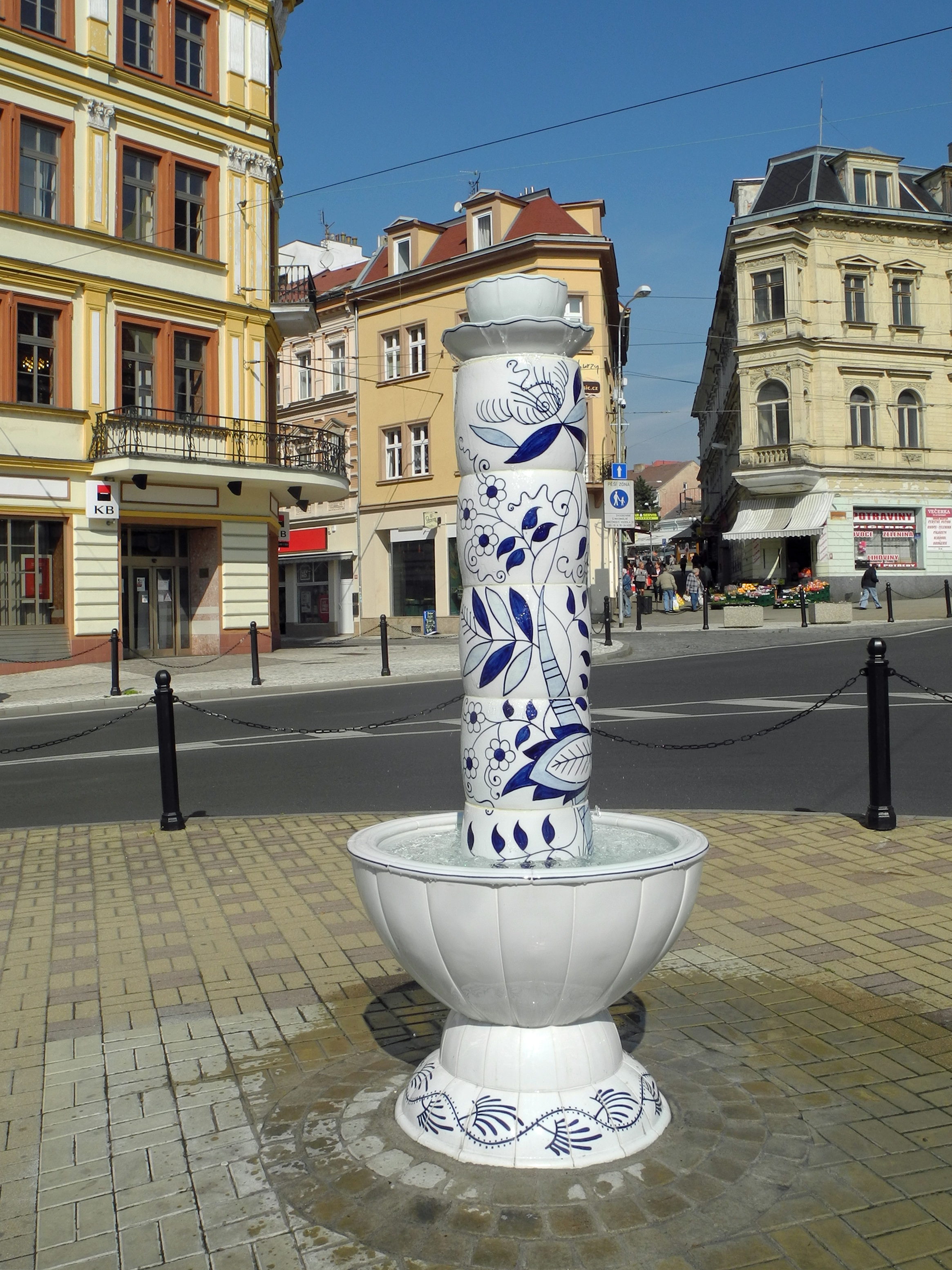
Porzellanbrunnen in Teplitz

Im Porzellanmuseum „Haus des Porzellans mit blauem Blut“ in Dubí werden seit 2014 im ehemaligen Kino der Stadt die Produkte der Porzellanmanufaktur präsentiert. Die Produktpalette, insbesondere Kaffeeservices, umfasst neben dem blauen Dekor auch Versionen in grünem und in rotem Dekor.
Um auf das Können der Porzelliner und die vielfältigen Möglichkeiten der Anwendung des Eichwalder Porzellans hinzuweisen, werden in Dubí und Teplice zahlreiche Porzellanskulpturen und Porzellanbrunnen im öffentlichen Raum präsentiert, die in der Firma hergestellt wurden:
- Porzellanbrunnen in Teplice
- Porzellandenkmal in Dubí
- Porzellanbrunnen in Dubí
- Porzellan-Service in Dubí
- Porzellan-Kanne im Zwiebelmuster-Dekor aus Porzellanfliesen (Tondo) in Dubí
- Porzellanskulptur der „Mariette“ in Dubí